# I Am the Best
«I Am the Best» (hangul=내가 제일 잘 나가; Naega Jeil Jal Naga) es un sencillo del grupo surcoreano 2NE1 lanzado digitalmente el 24 de junio de 2011 por YG Entertainment y relanzada por Capitol Records el 9 y 10 de diciembre de 2014 en diferentes partes del mundo. Escrita y producida por Teddy Park.

## Recepción comercial
En Corea del Sur, la canción debutó en el puesto número 4 en el Gaon Digital Chart, para la siguiente semana «I Am the Best» ya había subido 3 posiciones llegando al primer lugar de la lista, siendo el cuarto sencillo número 1 del grupo en Gaon. Para finales de 2011 la canción ya alcanzaba las 3.47 millones de descargas digitales, siendo la cuarta canción más vendida del año en Corea.
En Japón la canción llegó al número 37 en el RIAJ Digital Track Chart y la posición 53 en el Japan Hot 100, esto llevó a la canción a ser certificada oro en dicho país.
«I Am the Best» alcanzó el primer puesto en el listado World Digital Songs en el año 2014 vendiendo 6000 copias y convirtiéndose así en la primera canción de un grupo femenino en alcanzar dicha posición, además logró un gran recibimiento en las radios estadounidenses aún sin haber sido enviada como sencillo a las radios.

## Posicionamiento en listas
| Lista (2011, 2014)                   | Mejor posición | Mejor posición |
| ------------------------------------ | -------------- | -------------- |
| Corea del Sur (Gaon Digital Chart)   | 1              |                |
| Estados Unidos (World Digital Songs) | 1              |                |
| Francia (French Singles Chart)       | 61             |                |
| Japón (Japan Hot 100)                | 53             |                |

## Ventas y certificaciones
Ventas
| País                       | Ventas               |            |
| -------------------------- | -------------------- | ---------- |
| País                       | Corea del Sur (Gaon) | 3 467 674+ |
| Estados Unidos (Billboard) | 6000+                |            |

| País         | Certificación | Copias certificadas |
| ------------ | ------------- | ------------------- |
| Japón (RIAJ) | Oro           | 100 000             |

## Historial de lanzamientos
| País           | Fecha                   | Formato          | Versión          | Distribuidor               | Ref.   |
| -------------- | ----------------------- | ---------------- | ---------------- | -------------------------- | ------ |
|                | 24 de junio de 2011     | Descarga digital | Versión Coreana  | YG Entertainment           | [ 10 ] |
| Japón          | 21 de julio de 2011     | Descarga digital | Versión Japonesa | YG Entertainment, KT Music | [ 11 ] |
| Hong Kong      | 9 de diciembre de 2014  | Descarga digital | Versión Coreana  | Capitol Records            | [ 12 ] |
| Taiwán         | 9 de diciembre de 2014  | Descarga digital | Versión Coreana  | Capitol Records            | [ 13 ] |
| Estados Unidos | 10 de diciembre de 2014 | Descarga digital | Versión Coreana  | Capitol Records            | [ 14 ] |